# Nachal Kumran
Nachal Kumran (hebrejsky נחל קומראן nebo נחל קומרן arabsky Vádí Kumrán) je vádí na Západním břehu Jordánu, v Judské poušti.
Začíná v nadmořské výšce okolo 400 metrů východně od hory Har Montar v kopcovité krajině Judské pouště. Směřuje k východu a pak klesá strmě do příkopové propadliny Mrtvého moře. V turisticky využívané soutěsce se nachází několik skalních stupňů a menších vodopádů. Od západu sem zprava ústí boční vádí Nachal Schacha. Z jihu míjí národní park Kumrán, kde byly nalezeny svitky od Mrtvého moře, podchází dálnici číslo 90 a ústí do Mrtvého moře cca 3 kilometry jihojihovýchodně od izraelské osady Kalija.